# پلوتونیوم هگزافلورید
پلوتونیوم هگزافلورید (به انگلیسی: Plutonium hexafluoride) یک ترکیب شیمیایی با شناسه پاب‌کم ۵۱۸۸۰۹ است. شکل ظاهری این ترکیب، قرمز تیره است.